# ハワイガン

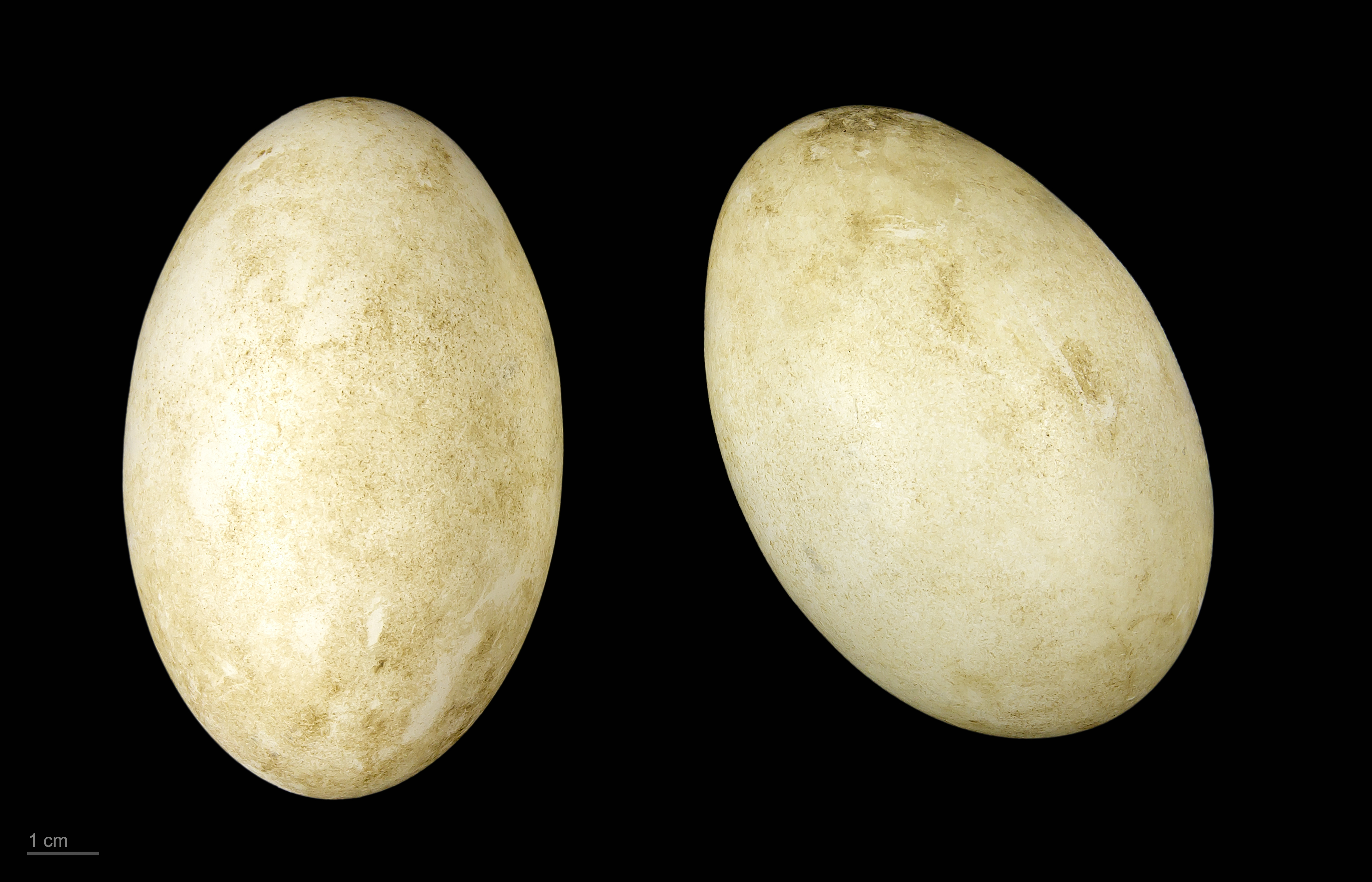
Branta sandvicensis

ハワイガン（ハワイ雁、Branta sandvicensis、ハワイ語: Nene、ネネ）は、鳥綱カモ目カモ科コクガン属に分類される鳥類。

## 分布
アメリカ合衆国（カウアイ島、ハワイ島、マウイ島）固有種

## 形態
全長56-71センチメートル。翼長オス27.2-37.8センチメートル、メス35-36.8センチメートル。頭部の羽衣は黒く、頬は褐色。頸部の羽衣は褐色で、黒い縞が入る。上面の羽衣は暗褐色で、羽毛の外縁（羽縁）が淡色。下面の羽衣は灰褐色で、黒い斑紋が入る。腰や尾羽は黒く、尾羽基部の背面を被う羽毛（上尾筒）は白い。
嘴は黒い。虹彩は暗褐色。後肢の皮膚は分厚く、これにより足場の悪い溶岩地帯を歩行することに適している。趾の間には水かきはあまり発達していない。後肢は黒い。

## 生態
溶岩のある高地草原に生息する。
食性は植物食で、草（スゲなど）、液果などを食べる。
繁殖形態は卵生。地面の窪みに巣を作る。3-5個の卵を産む。抱卵期間は29日。

## 人間との関係
ハワイ州の州鳥に指定されている。生息地では食用とされることもあった。
食用の乱獲、人為的に移入されたイヌ、ブタ、ネズミによる被害などにより生息数は激減した。1960年に国際鳥類保護会議で国際保護鳥に指定された。1960年から人口孵化させた個体を国立公園などに再導入する試み（1960-1973年にハワイ島に804羽、マウイ島に391羽を放鳥。1990年までに計2,100羽を放鳥）が進められている。18-19世紀における生息数は25,000羽、1951年における生息数は30羽、1999年における生息数は925羽と推定されている。
1823年にはヨーロッパで飼育されるようになり飼育下繁殖も成功していたが、その血統は1900年までにほぼ絶えたとされる。生息数が減少した後は1949年にハワイで、1952年にイギリスで飼育下繁殖に成功した。1953年における飼育個体数は35羽（イギリス16羽、ハワイ19羽）、1977年における飼育個体数は585羽以上（飼育施設数82）。